# Donja Voća
Donja Voća – wieś w Chorwacji, w żupanii varażdińskiej, w gminie Donja Voća. W 2011 roku liczyła 1059 mieszkańców.